# Удалрих II (Моравия)
Удалрих II (на чешки: Oldřich; на немски: Udalrich II, Ulrich; на латински: Oldericus, dei gratia Morauorum dux, * 1134, † 18 октомври 1177) е от 1152 г. херцог на Кьонигсгрец и от 1173 до 1176 г. херцог на Оломоуц (Моравия).

## Биография
Той произлиза от род Пршемисловци и е третият от четиримата синове на херцог Собеслав I от Бохемия (1075 – 1140) и съпругата му Аделхайд (Адлета) Унгарска-Хърватска (1105/7 – 1140), дъщеря на Алмош от Унгария (Almuš Uherský, † 1127/1129) и Предслава Киевска, дъщеря на великия княз Святополк II Изяславич. По баща е внук на първия крал на Бохемия Вратислав II. Брат е на херцозите на Бохемия Собеслав II и Венцеслав II. Сестра му Мария († 1160) се омъжва през 1138 г. за херцог Леополд I Баварски и след 1141 г. за маркграф Херман III от Баден.
Около 1152 г. Удалрих II вероятно обещава на император Фридрих Барбароса голяма сума пари, ако той му даде Херцогство Бохемия, а не на братовчед му Владислав II. След интервенция на епископа на Прага Даниел I партиите решават Удалрих II да получи замъка Градец (Храдец Кралове, Кьонигсгрец), а Владислав II е наречен в императорски документ от 1158 г. като „dux“ („херцог“) на Бохемия.
След известно време Удалрих II бяга в Полша в изгнание, след това в двора на императора, където от 1162 г. е в императорската свита. Той участва в няколко похода на император Фридрих Барбароса в Италия.
Когато Вратислав II се отказва от трона и през 1173 г. Удалрих II получава възможността да поеме Херцогство/Кралство Бохемия, той отказва в полза на своя по-голям брат Собеслав II. За своя отказ той е обезпечен с Моравия или Херцогство Оломоуц.

## Фамилия
Първи брак: с Цецилия от Тюрингия (* 1122, † пр. 1177), дъщеря на ландграф Лудвиг I от Тюрингия и Хедвиг фон Гуденсберг. Те нямат деца.
Втори брак: със София от Ветин (* 1150, † сл. 1177), дъщеря на маркграф Ото Богатия от Маркграфство Майсен и Хедвиг Бранденбургска. Те имат дъщеря:
- Агнес (* ок. 1175), монахиня в Гербщет